# ناحیه فری سویل، میشیگان
ناحیه فری سویل (به انگلیسی: Free Soil Township) یک منطقهٔ مسکونی در ایالات متحده آمریکا است که در شهرستان ماسون، میشیگان واقع شده‌است.
 ناحیه فری سویل  ۸۲۲ نفر جمعیت دارد و ۲۱۰ متر بالاتر از سطح دریا واقع شده‌است.